# Giuseppe Cavagnero
Giuseppe Cavagnero (Asti, 19 dicembre 1924 – Torino, 30 ottobre 2000) è stato un calciatore italiano, di ruolo attaccante.

## Caratteristiche tecniche
Era una mezzala.

## Carriera
Nella stagione 1942-1943 esordisce tra i professionisti, giocando con l'Asti (formazione della sua città natale) nel campionato di Serie C, nel quale realizza 2 reti in 7 presenze; successivamente nella stagione 1943-1944 gioca 5 partite (senza mai segnare) nel campionato di Divisione Nazionale. Nel 1944 il suo cartellino passa al Torino, società di massima serie, che continua a detenerlo fino al 1947; Cavagnero nell'arco di questo triennio non scende però in campo in partite di campionato con la squadra granata, che nel 1946 lo cede in prestito alla Saviglianese, con cui gioca un campionato in Serie C; successivamente nel 1947 il club torinese lo cede in prestito allo Spezia, formazione di Serie B, con la quale il giocatore piemontese nel corso della stagione 1947-1948 scende in campo in 4 occasioni nel campionato cadetto. Nel 1948 il Torino lo cede nuovamente all'Asti, con cui Cavagnero nella stagione 1948-1949 disputa il campionato di Serie C, segnandovi 8 reti in 23 presenze.
Nel 1949 viene ceduto al Fanfulla: con i lombardi nella stagione 1949-1950 gioca da titolare nel campionato di Serie B, nel quale mette a segno 6 reti in 31 presenze; a fine stagione viene ceduto al Savona, formazione con la quale nella stagione 1950-1951 va a segno 6 volte in 21 presenze nel campionato di Serie C, che i liguri chiudono al settimo posto in classifica. Viene riconfermato in squadra anche per la stagione 1951-1952, nella quale realizza altre 3 reti in 20 incontri; passa poi al Pavia, con cui nella stagione 1952-1953 vince la Serie C, segnando 3 gol in 18 incontri.
Nella stagione 1953-1954 gioca 18 partite in IV Serie col Rapallo Ruentes, mentre l'anno seguente vince il campionato di promozione con l'Asti, con cui poi gioca in IV Serie nel campionato 1955-1956 (21 presenze ed un gol) e, dopo un intermezzo di una stagione in IV Serie al Verbania (25 presenze e 2 gol), nella Prima Categoria del Campionato Interregionale nella stagione 1957-1958, nella quale segna 2 reti in 24 incontri.

## Palmarès

### Club

#### Competizioni nazionali
- Serie C: 1

Pavia: 1952-1953

#### Competizioni regionali
- Promozione: 1

Asti: 1954-1955